# لويس جبريل بورتيو
لويس جبريل بورتيو (بالإسبانية: Luis Gabriel Portillo)‏ هو كاتب وسياسي إسباني، ولد في 18 مارس 1907، وتوفي في 1993. حزبياً، نشط في اليسار الجمهوري (إسبانيا).